# Dargies
Dargies é uma comuna francesa na região administrativa de Altos da França, no departamento de Oise. Estende-se por uma área de 14,42 km². Em 2010 a comuna tinha 252 habitantes (densidade: 17,5 hab./km²).